# Brethesiella coccidophaga
Brethesiella coccidophaga är en stekelart som först beskrevs av Blanchard 1940.  Brethesiella coccidophaga ingår i släktet Brethesiella och familjen sköldlussteklar. Inga underarter finns listade.